# Destination Noël
Destination Noël est une émission télévisée pour la jeunesse, diffusée de décembre 1982 à janvier 1986 sur TF1 et réalisée par Catherine Malaval.
Parmi les présentateurs qui l'ont animée, le chanteur Plastic Bertrand y a fait ses débuts d'animateurs télé. Elle a été diffusée pendant les après-midis des vacances et des fêtes de Noël des années 1982 à 1986, étant à l'époque l'émission de remplacement des Visiteurs de Noël.
Le générique de l'émission est la chanson Major Tom (S'en aller de la Terre), interprétée par Plastic Bertrand en 1983, une version française de la chanson Major Tom (Coming Home) du chanteur allemand Peter Schilling.
Dans cette émission, les personnages qui présentent l'émission sont des extraterrestres dans une fusée avec des décorations de Noël. 
Les dessins animés sont des rediffusions des émissions Croque-vacances et Mer-cre-dis-moi-tout, ainsi que Vitamine.